# Ctenomys fochi
El tuco-tuco de matorral o tuco-tuco de Foch (Ctenomys fochi) es una especie de roedor del género Ctenomys de la familia Ctenomyidae. Habita en el noroeste del Cono Sur de Sudamérica.

## Taxonomía
Esta especie fue descrita originalmente en el año 1919 por el zoólogo británico Oldfield Thomas.
Localidad tipo
La localidad tipo referida es: “Chumbicha (600 msnm), Catamarca, Argentina”.
Etimología
El término específico es un epónimo que refiere al apellido de la persona a quien le fue dedicada la especie, el mariscal de campo francés, y comandante en jefe de los ejércitos Aliados durante la Primera Guerra Mundial, Ferdinand Foch.
Caracterización y relaciones filogenéticas
En el año 1961, Cabrera la sinonimizó con Ctenomys mendocinus, sin embargo posteriormente otros autores la elevaron nuevamente a la condición de especie plena.

## Distribución geográfica y hábitat
Esta especie de roedor es endémica de la zona de Capayán (en el departamento homónimo, sudoeste de la Provincia de Catamarca, noroeste de la Argentina.